# Титулярен съветник
Титулярен съветник (на руски: титулярный советник; в документи съкратено: ТтС) е цивилен (граждански) чин от IX клас съгласно Таблицата на ранговете в Руската империя.
Думата „титулярен“ тук означава „де факто“ — т. е. човек, който вече не е в чин колежки секретар (X клас), но все още не е и пълноправен надворен съветник (VIII клас); той поема де факто вече задълженият на съветник, но все още не произведен де юре в този чин.

## История на създаването на чина
Чинът е утвърден с въвеждането на Таблицата на рангове на 24 януари 1722 г. от император Петър I. Отговаря на армейския чин капитан от пехотата до 1884 г., на щабен капитан от пехотата от 1884 г., на щабен ротмистър от кавалерията, казашки подесаул и лейтенант на военния флот на Русия. От 1845 г. чинът дава право на лично благородничество, по-рано такова право било получавано още с чинове от XIV клас.

## Значение и статус на чина
Следващият по-висш чин в йерархията - чин от VIII клас, колежки асесор, до 1845 г. дава право на потомствено благородничество (по-късно става още по-трудно да станеш потомствен благородник чрез цивилна държавна служба). Ето защо по пътя към чина колежки асесор имало невидима преграда, която била изключително трудно да се преодолее от обикновения чиновник; благородническото съсловие, което доминирало държавната служба, било предпазливо с попълването на личния състав с хора от не знатно потекло. Повечето титулярни съветници оставали завинаги в този чин, не разчитайки на повече; те били наричани „вечни титулярни съветници“, а подигравателно - щуляри или титуляшки (производно от Пепеляшки). Разбира се, такава бариера не съществувала за децата на знатни родители, които също започвали своята службата от едно от най-ниските нива на държавната йерархична стълба, но бързо били повишавани. В този случай чинът титулярен съветник можел да бъде само временно стъпало в бъдеща кариера.
До втората половина на XVIII век този чин автоматично се присвоява от професори и доктори на науките. От 1809 г. чинът се придобива автоматично от лица с висше образование, но не завършили университет и нямащи научна степен, или които не са издържали необходимия квалификационен изпит за придобиване на чин от VIII клас. В частност, Александър Сергеевич Пушкин трябвал да получи чин от IX клас — титулярен съветник, след завършване на лицея (гимназия), но той бил пуснат „във втора категория“ с чин от X клас — колежки секретар и получи чин от IX клас — титулярен съветник едва през 1831г. Според Таблицата на ранговете чинът от IX клас можел да бъде даден на „професори в Академията“ и „доктори от всякакви факултети, които се намират на служба“. Приписването на руски учени на такъв нисък ранг предизвиква критични забележки от Михаил Василиевич Ломоносов. Той счита, че една от причините за недостатъчната привлекателност на академичните звания в Русия е невъзможността да се получат по-високи чинове с тях, „докато в чужбина“ учените, „въпреки че повечето от тях не принадлежат към благородничеството, са произвеждани в държавни и тайни съветници. И затова благородниците са по-склонни да дават децата си в кадетския корпус. А ако ранговете бяха подредени [съобразно заслугите в науките], то благородниците щяха да бъдат не по-малко охотни към науките, както и към военното изкуство“.
За много чиновници след 1845 г. достижението на чина титулярен съветник чрез прослужен стаж било пределната мечта, тъй като това им е давало лично благородство и правото да получат наследствено почетно гражданство за своите потомци. С оглед на това в руската литература и фолклор се сформира специфичен образ на титулярния съветник като неудачник, който с труд се добива до лично благородство и обикновено много се гордее с това. През XIX век титулярните съветници обичайно са заемали длъжностите старши помощник на завеждащия работна група в отделите на министерствата, старши помощник-секретар, протоколист, регистратори и преводач в Управляващия сенат, вицеконсул и др.
Броят на чиновниците през 1847 г. от IX до XIV клас възлиза на 50 871 души, което представлява 49,5 % от всички чиновници. Само в провинциалните учреждения те могли да заемат длъжности, имащи малко или много самостоятелен характер. Годишната заплата на един титулярен съветник според „Кодекса на уставите относно цивилната служба“ от 1842 г. възлиза на 75 сребърни рубли (262 и половина рубли книжни пари след отмяната на сребърните монети).
Обръщението към лице в чин титулярен съветник е „Ваше благородие“.

## Титулярният съветник в руската художествена литература и изкуство
Този чин от IX клас е известен на съвременниците повече от други благодарение на популярния романс на Даргомижки с текст наПьотър Исаевич Вейнберг, който започва с думите: „Той беше титулярен съветник, тя – генералска дъщеря“.
Характерни фигури на „безродни” титулярни съветници в руската литература са чиновникът Акакий Акакиевич Башмачкин в повестта „Шинел“, Аксентий Иванович Попришчин в „Записки на един луд“, Акинф Степанович Пантелеев в пиесата „Женитба“ и Лука Лукич Хлопов в комедията „Ревизор“ на Николай Гогол, Макар Алексеевич Девушкин в „Бедни хора“ и Яков Петрович Голядкин в повестта „Двойник“ на Фьодор Достоевски, пенсионираният титулярен съветник Мармеладов в „Престъпление и наказание“ на Достоевски.
В чин титулярен съветник служи Ераст Фандорин в романа „Турският гамбит“ на Борис Акунин. За него този чин е само крайъгълен камък в успешната кариера.
Младият Александър Херцен, заточен във Вятка (днес гр. Киров), става чиновник, а университетската диплома му осигурява направо чина титулярен съветник от самото начало на кариерата му. В автобиографичния си роман „Миналото и мислите“ той описва как „слабовиждащ старец“, пенсиониран чиновник, след като научава за неговия начален чин, бил дълбоко наранен – той бил в същия чин, въпреки че започнал да служи още преди раждането на Херцен: „И след това служи, докато косите му побелеят“. Т. е. цял живот е служил да достигне този чин, докато Херцин го получава още от самото начало. Друг е случаят с Фьодор Павлович, бащата на тримата братя Карамазови от едноименния роман, който прекарва залеза на живота си като пенсиониран титулярен съветник. Той е потомствен благородник, живее в изобилие и нямал нужда от чиновническа кариера.
Най-малко загрижен за кариерата си е може би най-очарователният титулярен съветник в руската литература – съпругът на „Лекомислената“ – доктор Димов, служещ едновременно в две болници, неуморен и самоотвержен работник, висш образец за руски интелектуалец.